# テレビ電話

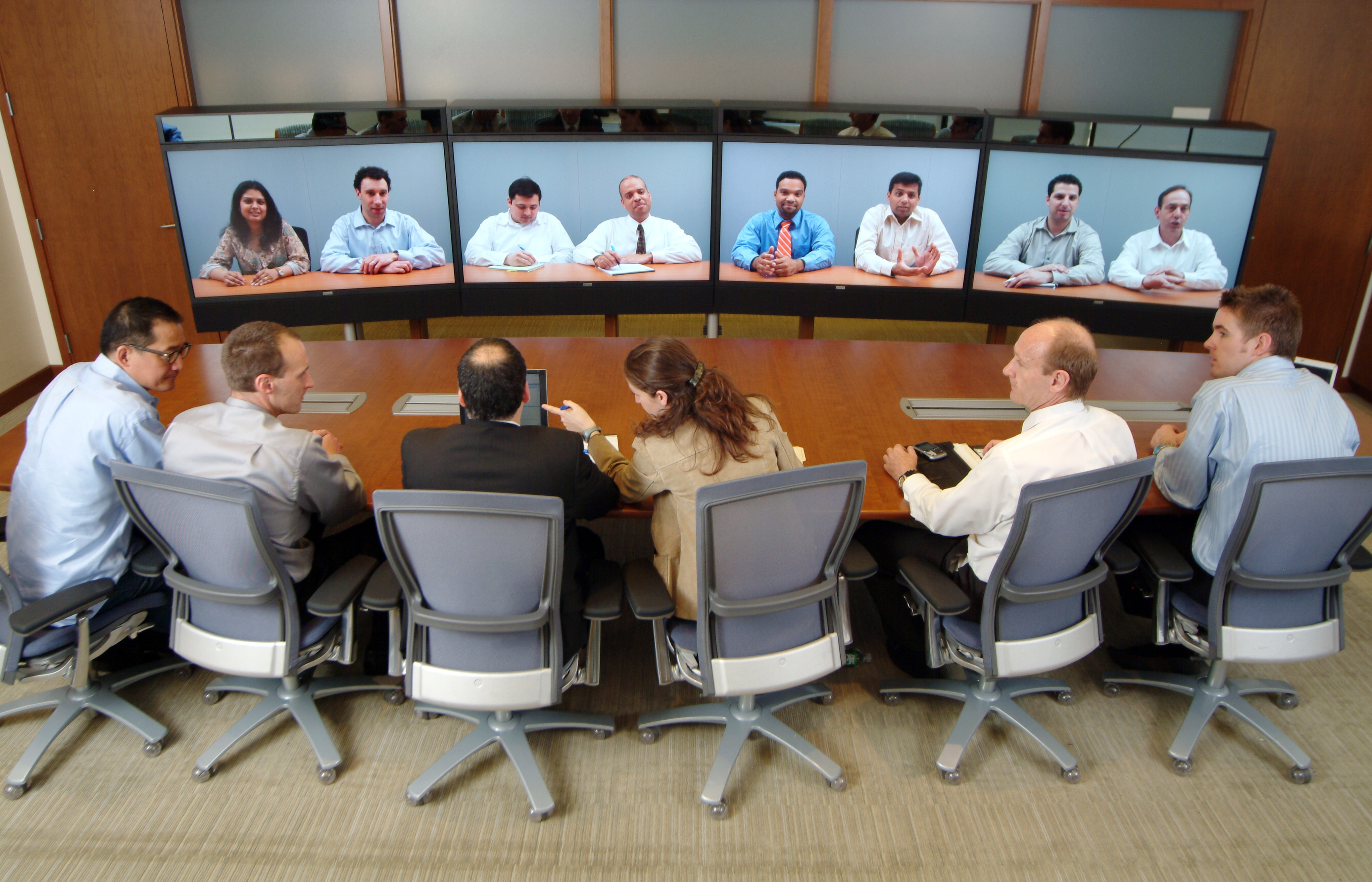
ビデオ会議システム（2007年）

テレビ電話（テレビでんわ、英: videoteleophony）とは、音声だけを伝え合う通常の電話とは異なって、相手の光学像も見られる通話システム。ビデオ通話とも。

## 概要
テレビ電話はマイクとスピーカーに加えてビデオカメラとディスプレイを備えており、音声に加えて動画も伝え、相手の顔や表情を見ながら会話できるシステムである。
もっぱらテレビ電話専用のハードウェア、そして電話回線を用いて音声および映像のデータを伝送していたが、現在はインターネットを伝送路としてアプリベースで使うテレビ電話が一般的であり、国境もOSも関係なくビデオ通話が行われている。
一人と一人が通話するためのシステムはテレビ電話と言うが、複数名と複数名が音声および映像で通話できるシステムはビデオ会議という。原理的にはほぼ同じであり、文献によってはテレビ電話システムとビデオ会議システムはまとめて扱っていることもある。ただ、かつて伝送路として電話回線を用いていた時代、テレビ電話は購入者として個人を想定することが多いのに対して、ビデオ会議システムのほうは購入者としてもっぱら法人を想定していたので、マーケティング的には別カテゴリで扱うことも多かった。

## 世界での歴史

### 世界でのテレビ電話機の初登場
最初に登場したのは1936年3月1日に開かれたライプツィヒ見本市だった。当時のテレビ電話は公衆電話のように通話室があり、そこにモニターと受話器が設置されていた。ベルリンとライプツィヒ間を有線で結び通話料は3マルク半、現在の貨幣価値で5000円で3分間だけ通話することができた。しかし、1939年9月1日にポーランド侵攻が始まると軍事的理由でサービスは打ち切られてしまった。

### インターネット回線の高速化とビデオ通話ソフトウェアの広まり
2000年代から2010年代にかけて、世界中でインターネットのブロードバンド化が進み、2000年代前半頃からインターネットに接続したPCで作動するテレビ電話アプリケーションが普及しはじめ、インターネット回線を利用したテレビ電話（ビデオ通話ソフトウェア、ビデオチャット）が一般的に利用できる技術となった。これはインターネット電話の一種で、カメラとマイク（外付けも可）、インターネット接続があればソフトウェア上で実現できるため、プラットフォームはパソコンの各OSだけでなく、スマートフォンやゲーム機にも対応した。さらには薄型テレビ、DVD/BDレコーダーの一部機種にもビルトインされた。
ビデオ通話ソフトウェア（ビデオチャット・システム）は、同一会社のソフト同士であれば異なったOS間でも通話ができる。ひとつのPC、ひとつのスマホにビデオ通話アプリはいくつでもインストールしてもよい。
2000年代にカメラやマイクが付いたPCは多くなく、外付けの場合は知識がないと設定が難しいという弱点があったが、2010年ころからスマートフォンが普及、ビデオ通話アプリが多数アプリストアに並び、スマホでビデオ通話するのは日常的な光景となった。人気度の高いビデオ通話ソフトウェアとしては、Skype（普及当初は利用者数が多く優位に立っていた）、Slack、Zoom、Google Meet、Google Duo、LINE、Microsoft Teams、Webex、Discord、Facebook Messengerなどを挙げることができる。
2020年から世界的なコロナ禍が起き、お互い物理的に近づくと感染しかねないため、直接会うことの代替策としてビデオ通話が急浮上し普及に加速がかかった。個人の連絡から仕事の打ち合わせもビデオ会議ソフトで行うということが日常的となり、リモートでの裁判も行われた。私用では、ビデオ通話アプリ（やビデオ会議アプリ）を使って、それぞれの自宅で、ビデオ通話状態で互いの顔を見ながら飲み会やミニパーティを開くということも盛んになった。

## 日本での歴史

### 初期

#### 日本でのテレビ電話機の初登場
古くは『二十世紀の豫言』、『鉄腕アトム』等のSFでテレビ電話が登場していたが、当時は夢物語だった。
テレビ電話が初めて、人々の前に現れたのは1970年に開催された大阪万博で、大阪と東京間を結んだのが最初と言われている。これはかなり大きくて高価な装置であり伝送路に専用回線を使うものだった。「いつか来る未来」の像を人々に示す目的のデモンストレーションの品であり、高価すぎて一般家庭に販売する目的のものではなかった。
その後も電電公社のブースなどでPRはされていた。

#### 1987年の静止画テレビ電話機発売
日本国内で実際に一般を対象に発売されたのは、1987年発売のソニーの静止画テレビ電話「みえてる」であり、当時の回線速度による制約からモノクロで1分間あたり数フレームという表示能力のシステムであり、発売時の本体価格は49,800円であった。映像をオーディオテープに保存することもできた。
その後、三菱電機グループもテレビ電話装置を発売したが、ソニー陣営の装置と互換性の無いものであった。
実用的なテレビ電話登場には、日常的に使える高速回線の整備が重要であった。1990年代後半に実用的なテレビ電話が出てくることになった。ISDNテレビ電話やアナログ回線テレビ電話は電話機が高価で一般的では無かったが、後に携帯電話のテレビ電話対応機種が普及・低価格化し、固定電話系も低価格化が進んだ。

### 技術の確立

#### インターネットの普及
実用的なテレビ電話機登場には、日常的に使える高速回線の整備が重要であったため、1990年代後半に実用的なテレビ電話機が出てきた。
単に電話に映像が付加されると言う利用以外では、主な利用方法は以下などが挙げられた。
- テレビ会議（ビデオコンファレンス）
- 英会話等のインターネットレッスン、インターネット家庭教師など
- 医療現場における医師同士、また対患者との医師伝達手段および遠隔診療
- ろう者に対する手話通訳
- 介護福祉事業者と要介護者宅との連絡
- テレビ放送における視聴者、出演者宅との中継
- 交通事業者における乗務員の出先での点呼

#### ISDN回線を利用したテレビ電話機

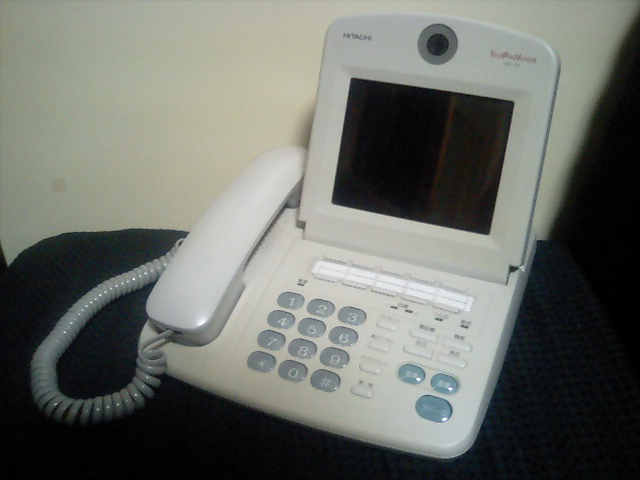
HITACHI HV-31

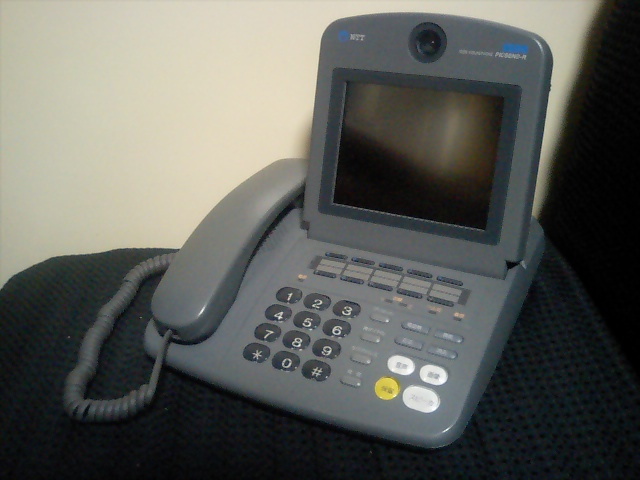
テレビ電話専用端末
NTT PICSEND-R

ISDN回線は開発当初からテレビ電話で利用されることを想定し、音声・映像各64Kbpsで2チャネルという帯域が決定された。
カメラ付き携帯電話端末を利用したテレビ電話と比較した場合の優位点としては、一番に画像の鮮明さ（解像度）と画面の大きさがあげられる。主なISDNテレビ電話においては704×408ドット（最大）の画像を扱う事ができるようになっている。このため搭載される液晶モニターも5インチ大のものが主力であり複数人での同時通話にも適している。中には家庭用テレビに接続できる（または別途テレビを必要とする）製品もある。ISDN回線を利用したテレビ電話も量産機が開発された当時は静止画が主力だったが、画像圧縮技術の進歩や高速なプロセッサが開発されたこととINS64の2Bチャネルを利用し、その1/5の帯域をADPCM音声（通話）に、4/5を動画とバランスよく配分する事で比較的ストレスの無い動画と音声の送受信を行えるようになった（ITU-Tにおける国際規格上はPCMのみとなり、その場合は音声1/3、動画2/3の帯域配分となる）。
一般的なISDNテレビ電話端末では秒間15フレーム（最大）を実現しており、30万画素程度の解像度を持つカメラを搭載する。ISDNの特性（デジタル回線交換）から送受信時のデータの損失がほとんど無いため、環境に依存せず、開発時に見込まれた動作を忠実に再現できるのも大きな特徴である。
多くの製品は通常の電話機に液晶モニターとカメラが組み込まれた形状をしている場合が多く、テレビ電話としては最も一般的で完成された形を見る事ができる。通信方式もほぼ規格が確立され、各メーカー間である程度統一されており、片側64Kの通信速度を利用した静止画や低画素の下位通信方式にも対応できるようにしたため、アナログ方式のテレビ電話とも通信できる製品が多い。
1990年にITU-T H.261（画像圧縮の国際規格）が提唱された事を受け開発が進められ、2000年代以降、医療、教育、マスメディアの現場を中心に急速に普及した。
こうした際に使用される代表的な機種として三菱電機がNTTにOEM供給した廉価端末のPhoenix miniがあり、上位機種としては日立製作所がNTTに PICSEND-Rの名称でOEM供給を行ったHV-300、HV-31等もある。後者2機種はISDN固定テレビ電話における高級機に位置付けられている。さらにPhoenix miniの後継機としてFOMAとの連携を果したモデルも登場している（ただし、対FOMA通信における動画はFOMA側の網品質に依存するため、かなり低速かつ不鮮明になる）。
ほぼ全てのモデルが多地点会議に対応しており、HV-31等一部の高級モデルには特定端末自体がホストとなり、それぞれの端末を掌握して特別なサービスを介する事無くテレビ会議が行えるようにした製品もある。

#### アナログ回線テレビ電話機
日本では従来のアナログ電話網 (GSTN) でも、アナログ電話モデムの高速化により、十分実用的な画質のテレビ電話が使えるようになった。H.263によるアナログ回線用V.34モデム33.6kbpsの回線交換データ通信を利用する。ISDNテレビ電話との相互接続も可能であるものが多い。ただし相手側のISDNテレビ電話が1Bビデオ通話をサポートしている必要がある。また1B通信の場合、多くの例では秒間フレーム数が相当量削られる事となり、スムーズさが失われる結果となる上、接続から通信開始までに時間を要するため、ISDN方式に比べ実用性は低減している。

#### IPテレビ電話機
1990年代後半から2000年代前半にかけてインターネットの利用が普及し、IP電話におけるVoIPと同様に、ビデオ信号をIPネットワークで伝送する技術が登場した。Video VoIP (VVoIP) とも言う。ブロードバンド回線に接続するIP電話機の形態を取るものが多く、1秒間に15 - 30フレーム程度を送受信できることが多い。特に、光ファイバーをアクセス回線とする場合、動画の円滑さはほとんど問題ないレベルに到達した。また、設置形態は回線系に依存する事から固定系が殆どであった。
IP電話と同様に、電話サービスとして電話番号が割り当てられる場合がある。また、同じネットワーク間では通話料がかからない場合がある。
IPテレビ電話の分野では通信規格が乱立状態にあったが、エンドtoエンドのプロトコルとしては当初から用いられたH.323からSIPへの移行が急速に進んでおり、映像コーデックについてもH.263からMPEG-4やH.264に移行が進んだ。
- NTT（東西） : フレッツフォン VP1000により、主要IP電話事業者によるIPテレビ電話サービスや、フレッツ網上のビデオチャットサービスにも対応。
  - ひかり電話の回線に接続したVP1000と、FOMAとの間でのテレビ電話サービスを開始。
  - ビジネス利用向けの安価なテレビ電話/テレビ会議端末としてフレッツフォン VP1500、コンシューマ向けの安価なテレビ電話端末としてフレッツフォン VP100、より大画面のインターネット・テレビ電話端末としてフレッツフォン VP2000（NTT東日本のみ）、VP3000も発売した。
- ギンガシステムソリューション : NOVAの外国語レッスンにテレビ電話端末を提供している。
- LOBIC : ピアトゥーピア方式のテレビ電話システムLOBICAを提供している。
- JANISネット : ソネット社TELEBB-1000を用いてテレビ電話サービスを提供している。

### フィーチャーフォンでの実現
1999年、世界初のカメラ付き携帯通信端末京セラVP-210が発売され、移動可能なテレビ電話機の普及が現実的なものとなり、様々な試みがなされた。

#### DDIポケット
1999年9月にDDIポケット（ウィルコム→現ソフトバンク）より発売された、京セラ製PHS端末のVP-210が世界初の移動体電話上のテレビ電話である。32kbpsの回線交換にMotion JPEGのカラーで1秒間に2フレームという当時の技術的な限界のため実用的とは言い難かった。世界に先駆けて開始したサービスだったがその後端末は生産中止となっている。

#### FOMA (W-CDMA)

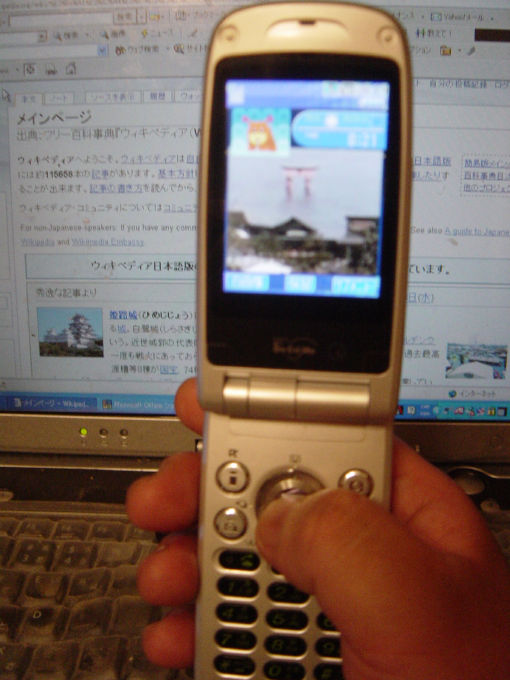
FOMA　SH900iでテレビ電話を見る

NTTドコモでFOMAでは、W-CDMA共通規格の一環として、テレビ電話をサービスの柱に掲げることになった。FOMA第一弾のP2101Vからテレビ電話が可能であり、1秒間に15フレームとなった。
FOMAの普及に伴い、テレビ電話に対する発信者非通知によるワン切りという手口も生まれた。理由として、FOMAでは電話番号でメールが届くSMSが有り、そのメールを送るための情報収集が目的と言われる。
なお、同じ通信方式を使用するソフトバンクモバイルのSoftBank 3Gや、海外でW-CDMA (UMTS) を採用するキャリアにおいてもテレビ電話を提供しており、FOMAとの互換性もある（FOMA端末内でアバターデータのデコードを行って送信しているため、SoftBank 3Gでのキャラ電画像の受信も可能）。
FOMAを含む第3世代携帯電話は全て、テレビ電話の技術として、動画にMPEG-4ビジュアル、音声にAMRを用いる「3G-324M」規格を採用している。W-CDMAのテレビ電話は、64kbpsの回線交換データ通信で実現されている。
NTT（東西）のひかり電話の回線に接続したVP1000と、FOMAとの間でのテレビ電話サービスを開始。

#### ドコモPHS
2002年7月にドコモPHSにも、FOMA「P2101V」の筐体を流用した、Lookwalk P751vという端末が登場している。性能的にもFOMA対応のP2101vをPHSに対応させただけの内容になっている。当時はFOMAのエリアが狭かったので、こちらの方が実用的だったが、PHSにしては大型過ぎる、パソコンに繋いでのデータ通信が出来ない事などにより、あまり売れなかった。また、@FreeD対応端末向けにパソコンに差して使える、テレビ電話ソフトが提供された。64kbpsの回線交換データ通信が標準だが、32kbpsでも使用でき、FOMAとも接続できる。

#### SoftBank 3G (W-CDMA)
ボーダフォン日本法人(旧J-PHONE、現ソフトバンクモバイル)が2002年12月にサービスインした3GサービスVodafone Global Standard (VGS) においても、「TVコール」の名称でW-CDMA規格のテレビ電話サービスが開始され、対応端末 (V-N701・V-SA701) も提供された。しかしVGS自体があまり普及しなかったため、TVコールの利用者もあまり増加しなかった。
2003年には社名がボーダフォンとなり、それに伴って「10の約束」と称する公約を発表、その中で「TVコールサービスが通話と同じ料金に」と謳った。しかし翌2004年には10の約束は反故にされ、テレビ電話は音声通話の1.8倍へと値上げされた。
同年12月には、サービス名をVodafone 3Gと変更し、国内での本格的なサービス普及に向けて、海外製を含む7端末を投入した。とくに、ソニー・エリクソン・モバイルコミュニケーションズの802SEは、折りたたみ筐体のヒンジ部に回転式カメラを備え、一般の写真撮影だけでなくテレビ電話の自分撮りもメガピクセルカメラで行えるユニークな機種であった。

なお、同じ通信方式W-CDMA (UMTS) を使用するNTTドコモのFOMAや、海外の一部のキャリアとの間で相互にテレビ電話が可能である。海外ローミング中のテレビ電話も可能。
2006年には社名がソフトバンクモバイルとなり、サービス名もSoftBank 3Gへと変更された。
「TVコール対応」と謳っている機種の中には、スペック表の欄外に小さく「サブカメラを搭載していないため、自分自身を撮影しながら相手と話すことはできません。」と注釈しているものがある（例えば、944SH）。
相手側の映像はこちら側のディスプレイに表示されるが、こちら側の映像については、あらかじめ登録している代替画像か、背面側のカメラから撮影される映像のいずれかを利用者が選択して送信する。
したがって、サブカメラを搭載せず、ディスプレイ部も回転できない「TVコール対応」機種は、お互いの顔を見ながら通話することはできなかった。

#### CDMA 1X WIN (CDMA2000 1x EV-DO)
2006年12月にKDDI、ならびに沖縄セルラー電話の各auブランドがサービスを開始したCDMA 1X WINの最上位サービス (CDMA2000 1xEV-DO Rev.A) の一つの目玉として、一対一のテレビ電話およびau携帯電話の対応機種同士（対応機種第1弾としてW47TおよびDRAPE (W46T) がサービス開始と同時に発売）で最大5人まで会話できる「グループテレビ電話」を開始。EV-DO Rev.Aには、QoS技術のひとつである可変ビットレート機能が盛り込まれているため、回線が込み合っている場合、十分な速度が得られない場合は画質を落としたり、エリア外ではCDMA2000 1x EV-DO網へシームレスに切り替えたりすることで、ストレスなくテレビ電話を利用できる。FOMAやVodafone 3Gと違い、パケット通信方式を採用することにより、高画質で高効率なテレビ通話をサポートする。また、代替画像としてアバターを表示できる機能も盛り込まれている、「au My Page」で提供されるアバターサービス「EZアバター」のキャラクターが利用できる。NTTドコモのFOMA・PHSや、ソフトバンクのSoftBank 3Gとも相互にテレビ電話が可能である。固定電話（ISDN・アナログ・IP）とのテレビ電話はできない。

### アプリサービスへの移行
これらは専用サービスや専用端末であったため普及には難があり、規格もバラバラで「テレビ電話は相手がドコモのFOMAを使っているとか、ボーダフォンの3G端末を使っているという覚えがなければかけるだけ無駄」とも言われた。
その後に登場した、Skypeなどのビデオ通話サービスは、専用機器不要、携帯電話キャリアショップなどでの契約が不要、無料ないし安価、他社の携帯電話会社利用者とも通話可能という利点から日本でも高評価で迎えられ、テレビ電話専用機のほうは競争に負け次第に利用されなくなっていき、2010年代にはスマートフォンが急速に普及してフィーチャーフォン（ガラケー）自体も減っていった。